# Apa (1865)
El vapor Apa fue un navío de transporte de la Armada del Imperio del Brasil que sirvió en la Guerra de la Triple Alianza. 

## Historia
Segunda embarcación de la marina brasileña en llevar ese nombre en homenaje al río Apa del Mato Grosso fue construida en los astilleros Cowes de la Isla de Wight, Inglaterra, y botada en 1858.
El 1 de octubre de 1859 fue arrendado por el gobierno brasileño para conducir al emperador y su familia en un viaje al norte del país que se extendió hasta el mes de diciembre. La división naval, al mando del almirante Tamandaré, estaba también compuesta por la fragata Amazonas y las corbetas Paraense y Belmonte. 
El Apa era un buque de 917 t de desplazamiento impulsado por una máquina de vapor con una potencia de 250 HP. 
Fue adquirido en abril de 1865 e incorporado la armada imperial al mando del capitán teniente Francisco Freire de Borja Salema Garção, sumándose a la división brasileña en el frente de la guerra del Paraguay.
Frente a la Fortaleza de Itapirú, el 25 de marzo de 1866 mientras se realizaba a bordo un almuerzo en conmemoración del aniversario de la jura de la constitución brasileña de 1824, fue atacado por los cañones de a 68 de una chata artillada paraguaya. Durante dos horas recibió fuego enemigo hasta que fue auxiliada por el encorazado Tamandaré y la cañonera Henrique Martins (Goncalves Jerónimo). En la acción el Tamandaré sufriría 34 bajas, incluyendo la muerte de su comandante.
Fue buque insignia de la escuadra brasileña en el Desembarco de Paso de la Patria.